# NGC 1175
NGC 1175 è una vasta galassia lenticolare situata nella costellazione di Perseo, a una distanza di circa 257 milioni di anni luce dalla nostra Via Lattea.

## Scoperta
La galassia è stata scoperta il 24 ottobre 1786 dall'astronomo britannico di origine tedesca William Herschel.

## Descrizione
NGC 1175 si trova all'incirca alla stessa distanza dalla nostra Via Lattea di NGC 1177, che appare molto vicina nelle immagini. Le due galassie dovrebbero quindi formare una coppia in interazione gravitazionale reciproca.